# Sorba
Sorba es una localidad española del municipio de Montmajor, perteneciente a la provincia de Barcelona, en la comunidad autónoma de Cataluña.

## Historia
Hacia mediados del siglo XIX, el lugar, por entonces con ayuntamiento propio, tenía contabilizada una población de 60 habitantes. Aparece descrito en el decimocuarto volumen del Diccionario geográfico-estadístico-histórico de España y sus posesiones de Ultramar de Pascual Madoz de la siguiente manera:

SORBA: l. con ayunt. en la prov., aud. terr., c. g. de Barcelona (13 leg.), part. jud. de Berga (3 1/2), dióc. de Solsona (2 1/2). sit. en una hondonada, con buena ventilacion y clima frio, pero sano. Tiene 20 casas y una igl. parr. (Sta. Maria), de la que es aneja la de San Jaime de Codony, servida por un cura de primer ascenso de patronato real. El térm. confina: N. San Feliú de Lluellas; E. Gargallá; S. Cardona, y O. Naves, del part. de Solsona; en él se encuentra una capilla dedicada á San Miguel, sit. en una elevacion. El terreno participa de monte y llano; le fertiliza el rio Aiguadora, sobre el cual hay varios puentes de madera. Los caminos son locales y de herradura. El correo lo recogen los interesados en Cardona. prod.: centeno, legumbres y vino; cria ganado lanar y de cerda; caza de conejos, liebres y perdices, y pesca de barbos y anguilas. ind.: un molino harinero y otro de aceite. pobl.: 9 vec., 60 alm. cap. prod.: 826,000 rs. imp.: 20.650.
(Madoz, 1849, p. 448)

En la actualidad pertenece al municipio de Montmajor. En 2022, tenía empadronados 36 habitantes.

## Patrimonio
En el lugar hay una iglesia bajo la advocación de Santa María.